# S típusú kisbolygók

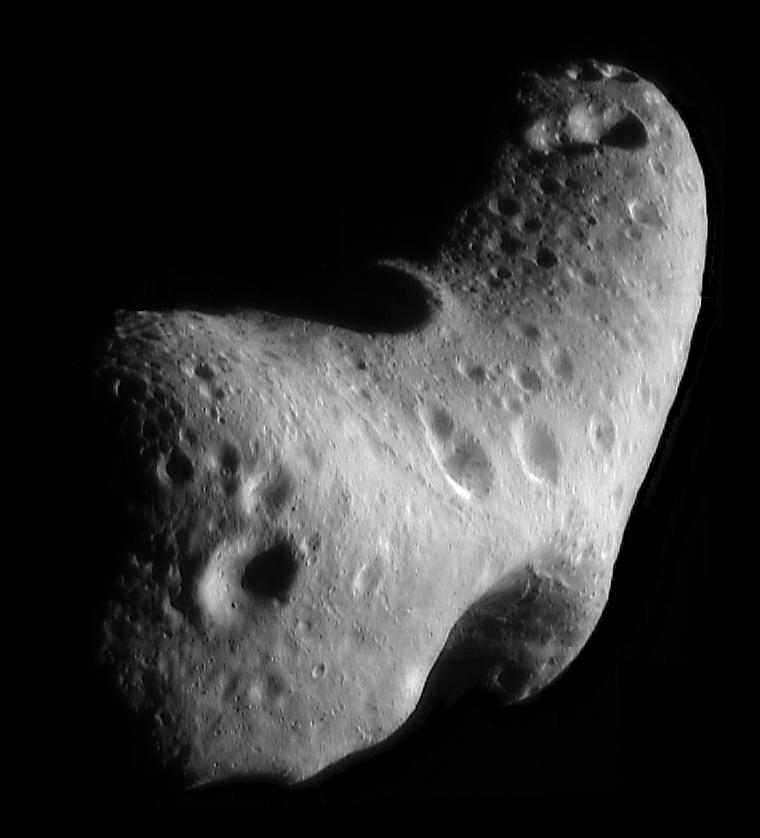
Az Eros kisbolygó, amely az S típusú kisbolygók egyik képviselője, melyet űrszonda is meglátogatott már.

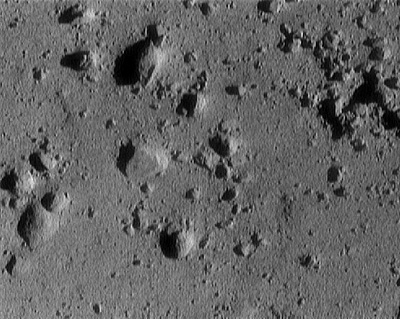
Az Eros kisbolygó regolitjáról a NEAR Shoemaker űrszonda által készített felvétel (NASA).

Az S típusú kisbolygók a szilikátos összetételre jellemző színképű kisbolygók. Ez volt a két elsőként definiált kisbolygó színképi típuscsoport egyike (a másik a C típusú volt). Csaknem minden ötödik kisbolygó ebbe a csoportba tartozik a színképe alapján.

## Jellemző tulajdonságaik
Az S típusú kisbolygók fényvisszaverő képessége (albedója) hasonló a fémes jellegű M típusúakéra (0,10 és 0,22 közé esik). Ahogyan a kondritos összetételű belső naprendszeri anyagoktól várható, a kisbolygót fölépítő szilikátok adják a színképi jellemzőket. Ezek az ásványok az olivin és a piroxén, melyek vas-magnézium szilikátok. Ez a színképtípus a kisbolygóöv belső tartományaiban uralkodó, a külső tartományokban a C típusúak vannak többségben.
Az S típusú kisbolygók színképének jellemző vonása az, hogy a meredeksége egyenletesen emelkedik a rövidebb hullámhosszaktól a hosszabbak felé haladva, azonban a 0,9 és 1 µm között, valamint 1,9 és 2 µm között egy jellegzetes elnyelési vonal található, amely arányos a piroxének vastartalmával. Sőt a két színképvonal aránya is jellemző a kisbolygó piroxénjére. Ezt a kapcsolatot az e két színképvonal közötti összefüggést grafikusan is megjelenítő Adams-vonal írja le. Gyakran megtalálható színképükben egy szélesebb sáv is a 0,63 µm-es hullámhossz környezetében. Fontos az is, hogy a meteoritok legnanépesebb csoportjának, a kondritoknak hasonló a színképe az S típusú kisbolygókéhoz.

## A csoport legnagyobb képviselői
A legnagyobb méretű képviselői ennek a kisbolygó-színképi csoportnak a következő kisbolygók: 15 Eunomia, melynek átmérője kb. 330 km, valamint a 3 Juno, 29 Amphitrite, 7 Iris, 8 Flora, 9 Metis, 433 Eros, 532 Herculina és a 951 Gaspra. Kezdetben, amíg a típust részosztályokra nem bontották, a 4 Vesta kisbolygó is közéjük tartozott.

## Külső hivatkozások
- Az S típusú kisbolygók színképi változatossága.[halott link]